# Neurothemis oligoneura
Neurothemis oligoneura är en trollsländeart som beskrevs av Brauer 1867. Neurothemis oligoneura ingår i släktet Neurothemis och familjen segeltrollsländor. Inga underarter finns listade i Catalogue of Life.